# Placodister
Placodister är ett släkte av skalbaggar. Placodister ingår i familjen stumpbaggar.
Kladogram enligt Catalogue of Life:
| Placodister | \| \| Placodister mroczkovskii \| \| \| \| \| \| Placodister mundus \| \| \| \| \| \| Placodister nudisternus \| \| \| \| |
|             | \| \| Placodister mroczkovskii \| \| \| \| \| \| Placodister mundus \| \| \| \| \| \| Placodister nudisternus \| \| \| \| |
|             | Placodister mroczkovskii                                                                                                  |
|             | |
|             | Placodister mundus |
|             | |
|             | Placodister nudisternus                                                                                                   |
|             | |